# Sĩ Tiến
Nguyễn Sĩ Tiến sinh ngày 22 tháng 8 năm 1968 tại Hà Nội. Là nam đạo diễn, diễn viên kịch nói Việt Nam, ông được biết đến với các vai phản diện trên sân khấu kịch lẫn phim truyền hình.

## Sự nghiệp
Năm 1990, Nhà hát Tuổi trẻ mở khóa diễn viên cuối cùng, Nguyễn Sĩ Tiến tham gia thi và đã trúng tuyển. Tại đây ông vừa theo học, vừa tham gia diễn xuất. Bắt đầu với những vai diễn dành cho thiếu nhi, đến năm 1997, ông trở thành phó đoàn Kịch II của Nhà hát Tuổi trẻ.
Từ năm 2004 đến 2008, Sĩ Tiến theo học lớp đạo diễn sân khấu Trường Đại học Sân khấu Điện ảnh, do Nghệ sĩ Nhân dân Xuân Huyền chủ nhiệm, cùng khóa học còn có nghệ sĩ Chí Trung và Lê Khanh. Sĩ Tiến chủ yếu đạo diễn các vở diễn cho thiếu nhi sau đó là hài kịch. Từ năm 2012, ông là Trưởng đoàn kịch II, thay thế nghệ sĩ Chí Trung.
Năm 2017, Sĩ Tiến được bổ nhiệm giữ chức phó giám đốc phụ trách Hành chính và Đối ngoại tại Nhà hát. Trong thời gian này, ông dàn dựng lại và đạo diễn vở Hoa cúc xanh trên đầm lầy với phong cách mới, vở kịch sau đó giành được 3 huy chương vàng tại Liên hoan Sân khấu Kịch toàn quốc 2018. Trong đó có 1 giải cho tác phẩm và hai giải cho diễn viên.
Năm 2019, Nguyễn Sĩ Tiến được phong danh hiệu Nghệ sĩ ưu tú. Năm 2021, ông là thành viên Ban giám khảo Liên hoan Kịch nói toàn quốc. Từ năm 2022, Sĩ Tiến được Bộ Văn hóa, Thể thao và Du lịch bổ nhiệm là Giám đốc Nhà hát Tuổi trẻ. Ông từng đoạt hai huy chương vàng, một huy chương bạc tại các hội diễn.

## Tác phẩm

### Phim ảnh
| Năm  | Phim                          | Vai diễn   | Định dạng            | Ghi chú          |
| ---- | ----------------------------- | ---------- | -------------------- | ---------------- |
| 1996 | Mùa đông không lạnh giá       |            | Điện ảnh truyền hình |                  |
| 1996 | Sống mãi với thủ đô           | Dung       | Ngắn tập             |                  |
| 1997 | Huyền thoại chợ tình          |            | Điện ảnh truyền hình |                  |
| 1998 | Cầu vồng đi đón cơn mưa       | Bình       | Điện ảnh truyền hình | danh đề: Sỹ Tiến |
| 1999 | Người thổi tù và hàng tổng    | Công an xã | Ngắn tập             |                  |
| 2001 | Hồi ức tình yêu               | Toản       | Ngắn tập             |                  |
| 2002 | Một ngày của tổ trưởng        | Hùng       | Điện ảnh truyền hình |                  |
| 2003 | Đứa con                       | Hòa        | Điện ảnh truyền hình |                  |
| 2003 | Lão hà tiện vui tính          | Quang      | Điện ảnh truyền hình |                  |
| 2003 | Tinh tướng                    |            | Điện ảnh truyền hình | [ 11 ]           |
| 2004 | Tháng Chạp... chỉ có một ngày |            | Điện ảnh truyền hình |                  |
| 2004 | Một cuộc phỏng vấn            | Hoàng      | Điện ảnh truyền hình |                  |
| 2005 | Nắng trong mắt bão            | Nguyên     | Dài tập              |                  |
| 2008 | Chàng rể họ Lê                | Bình       | Điện ảnh truyền hình | [ 10 ]           |
| 2012 | Đàn trời                      | Vương Thức | Dài tập              | [ 1 ] [ 12 ]     |
| 2013 | Bản di chúc bí ẩn             | Đoàn Khoa  | Dài tập              |                  |
| 2013 | Trò đời                       |            | Dài tập              | [ 10 ]           |

### Sân khấu
| Năm       | Vở kịch                   | Vai diễn      | Vai trò khác                   |              |
| --------- | ------------------------- | ------------- | ------------------------------ | ------------ |
| 1999-2011 | Đời cười                  |               |                                | [ 13 ] [ 1 ] |
| 1999-2011 | Quỷ nhập tràng            |               |                                | [ 13 ] [ 1 ] |
| 1999-2011 | Nhà búp bê                | Torval Henmer |                                | [ 5 ]        |
| 1999-2011 | Lôi Vũ                    | Chu Bình      |                                | [ 5 ]        |
| 1999-2011 | Con cáo và trùm nho       |               |                                |              |
| 1999-2011 | Lời nói dối cuối cùng     |               |                                |              |
| 2009      | Mẹ ơ con sắp lớn          |               | Đạo diễn                       | [ 1 ]        |
| 2017      | Ông ba bị                 |               | Đạo diễn                       | [ 1 ]        |
| 2017      | Thợ săn sa bẫy            |               | Đạo diễn                       | [ 1 ]        |
| 2017      | Con chim xanh             |               | đồng đạo diễn: Xavier Lukomski | [ 1 ]        |
|           | Tất cả đều là con tôi     | Joe Keller    |                                |              |
| 2018      | Hoa cúc xanh trên đầm lầy |               | Đạo diễn                       | [ 3 ]        |
| 2018      | Nước mắt đàn ông          |               | Đạo diễn                       | [ 1 ]        |
| 2019      | Woyek                     |               | Đạo diễn                       | [ 14 ]       |
|           | Ngược chiều gió           |               | Đạo diễn                       |              |
| 2020      | Bộ cảnh phục              |               | Đạo diễn                       | [ 1 ]        |
| 2020      | Tốc độ                    |               | Đạo diễn                       | [ 15 ]       |

### Chương trình khác
- Đuổi hình bắt chữ 2004 (vai trò dẫn chương trình)

## Giải thưởng

### Giải thưởng cho tác phẩm
| Năm  | Sự kiện                                                                            | Tác phẩm                  | Đạt giải        | Vai trò  | Chú thích |
| ---- | ---------------------------------------------------------------------------------- | ------------------------- | --------------- | -------- | --------- |
| 2018 | Liên hoan Sân khấu Kịch toàn quốc                                                  | Hoa cúc xanh trên đầm lầy | Huy chương vàng | Đạo diễn | [ 1 ]     |
| 2020 | Liên hoan nghệ thuật sân khấu toàn quốc về “Hình tượng người chiến sĩ CAND” lần IV | Bộ cảnh phục              |                 | Đạo diễn | [ 1 ]     |

### Giải thưởng cá nhân
| Năm  | Giải thưởng                                       | Vở diễn               | Kết quả         | Vai diễn |       |
| ---- | ------------------------------------------------- | --------------------- | --------------- | -------- | ----- |
| 2011 | Liên hoan Sân khấu Hài Toàn quốc lần thứ I        | Khuất Nhị             | Huy chương Bạc  | Sĩ       | [ 1 ] |
|      | Liên hoan Sân khấu các tác phẩm Kịch Lưu Quang Vũ | Lời thề thứ 9         | Huy chương Bạc  | Đỉnh     | [ 1 ] |
| 2015 | Liên hoan sân khấu chuyên nghiệp toàn quốc        | Biến dạng             | Huy chương vàng | ông Sát  | [ 5 ] |
| 2016 | Liên hoan sân khấu Thủ đô                         | Lời nói dối cuối cùng |                 | Vua      | [ 5 ] |